# Nerilie Abram
Nerilie Abram (nacida en junio de 1977) es profesora asociada en el  Australian National University (ANU) Research School of Earth Sciences, Australian National University, Canberra, Australia. Sus áreas de experiencia son en cambio climático y paleoclimatología, incluyendo el clima de la Antártida, el dipolo del océano Índico, y los impactos sobre el clima de Australia.

## Educación
Abram creció en Wangi Wangi Nueva Gales del Sur, Australia. Completó su educación secundaria en la escuela secundaria de Toronto.
Abram realizó su licenciatura en Ciencias (Advanced) en la Universidad de Sídney en el año 2000. Este grado incluyó un proyecto de honores que estudiaba la historia climática de las Islas Ryukyu, Japón. Se graduó de sus estudios de pregrado con la Medalla Universitaria.
Comenzó su doctorado en la Escuela de Investigación de Ciencias de la Tierra en la Universidad Nacional de Australia en 2004. Durante este tiempo recibió la beca John Conrad Jaeger Scholarship. Sus estudios de postgrado le valieron la beca Mervyn y Kaitalin Paterson Fellowship y el Premio Robert Hill Memorial a la excelencia en la investigación científica, la comunicación y la divulgación.

## Investigaciones
La experiencia de Abram en investigación abarca los sistemas climáticos antárticos y tropicales. Utiliza porites corales, espeleotema muestras de cuevas y testigo de hielo muestras para reconstruir los cambios climáticos en el pasado y proporcionar una perspectiva crucial a largo plazo sobre los cambios climáticos recientes y proyectados en el futuro. El registro de publicación de Abram incluye artículos de primer autor en las revistas científicas Science, Nature, Nature Geoscience, y Nature Climate Change.
Entre 2004 y 2011 Abram fue una científica del núcleo de hielo con el British Antarctic Survey. Aquí, ella formó parte del equipo que perforó el núcleo de hielo de Isla James Ross en 2008. Los descubrimientos de la Dra. Abram de este proyecto incluyen que la Península Antártica se está calentando muy rápidamente, resultando en un aumento de 10 veces el derretimiento del hielo de verano en esa área de la Antártida.
Abram formó parte del equipo de análisis químico del proyecto NEEM ice core en el norte de Groenlandia en 2010, que pretendía recuperar el hielo del período interglacial de Eemian para descubrir cómo sería la Tierra bajo los efectos del calentamiento global. En el verano de 2013/14 Abram también fue miembro del equipo internacional que perforó el núcleo de hielo de la cuenca Aurora en la Antártida Oriental.
En 2014 demostró que el cambio hacia el sur de los vientos del oeste causado por las emisiones de gases de efecto invernadero ha movido estos vientos a su posición más hacia el sur en al menos los últimos 1.000 años, lo que ha causado una marcada reducción de las precipitaciones en el sur de Australia.

## Comunicadora de la ciencia
Abram es una comunicadora científica dedicada, y su trabajo ha sido cubierto por medios de comunicación internacionales impresos, en línea, de radio y televisión. También ha sido entrevistada para documentales como la serie de la BBC Men of Rock, presentada por Iain Stewart, y para la exposición del Museo de Historia Natural (Londres) de la expedición final de Robert Falcon Scott.
En 2013, escribió un ensayo invitado sobre el derretimiento de los hielos antárticos y el aumento del nivel del mar para The Curious Country, un libro sobre la importancia de la ciencia australiana publicado para la Office of the Chief Scientist (Australia). Este trabajo fue seleccionado posteriormente para su reedición en la antología de Best Australian Science Writing 2014.
Abram es madre de tres hijos y tiene un gran interés en alentar a otras mujeres en carreras científicas. Su trabajo como científica antártica y madre fue el tema de un artículo de perfil para "I don't know how she does it" en el Times Magazine de Londres.

## Premios y reconocimientos
En 2011, Abram regresó a Australia tras recibir una beca QEII a través del Consejo Australiano de Investigación. En 2014, recibió una segunda beca ARC Discovery Grant para continuar su innovador trabajo de estudio de los efectos del cambio climático tropical y antártico en los patrones de precipitaciones de Australia. Abram recibió en 2015 el premio Dorothy Hill de la Academia Australiana de Ciencias, que reconoce la excelencia en la investigación de las ciencias de la Tierra por parte de una mujer menor de 40 años.
Abram es coeditora jefe de la revista de acceso abierto Climate of the Past desde 2010, revista asociada a la Unión Europea de Geociencias.